# Sacrificio de mujer (telenovela de 2011)
Sacrificio de mujer es una telenovela estadounidense producida por Venevisión International, para las cadenas Venevisión y Univision en 2011. Es una historia original de Carlos Pérez Santos.
Protagonizada por Marjorie de Sousa y Juan Alfonso Baptista, coprotagonizada por Mariana Torres y Pablo Azar, y  con las actuaciones antagónicas de Flor Núñez, Geraldine Bazán y Ximena Duque. Cuenta además con la participación estelar de Luis José Santander.
La telenovela fue grabada en Miami, Florida (Estados Unidos). Estrenó el 18 de abril de 2011 a 17 de junio de 2011, Univisión transmitido en el horario de las 12pm/11am con episodios de 2 horas.

## Sinopsis
En el pasado, Clemencia (Majorie de Sousa), recibe la ayuda de Luis Francisco Vilarte (Juan Alfonso Baptista), un pícaro del que se enamora y a quien le entrega su amor. Este joven, que es hijo bastardo de un magnate, se va a Europa a heredar de su padre una fortuna, y deja abandonada a Clemencia, sin saber que ella ha quedado embarazada. 
Lo que no saben ni Clemencia ni Luis Francisco, es que todo ha sido obra de Amada (Flor Núñez), la malévola madre de él, quien forjó equívocos y levantó calumnias para que ocurriese la separación. Lo cierto es que Clemencia vaga en el hambre y la desdicha, hasta que llega el día del parto, esta sin contar con ayuda tiene a su hija en la calle y se desmaya. Ella  despierta en un hospital, donde recibe dos malas noticias que su bebé desapareció y que su vientre quedó malogrado para siempre. Augusto Talamonti (Luis José Santander), el joven doctor que la atiende, es quien le da las dos malas noticias. Pero también es el que le ofrece la protección y el apoyo, sin los cuales Clemencia no hubiese sobrevivido. Veinte años más tarde, Clemencia, casada con el médico y con tres hijos adoptivos, ha logrado multiplicar la riqueza que Augusto nunca quiso atender, y recibe a Milagros (Mariana Torres) como empleada de su empresa. Ésta, que se crio en un hospicio y vive la tristeza de no haber tenido madre, empieza a tenerle un gran cariño y admiración por su patrona el cual no puede explicarse, al sentir que la quiere como una madre y una conexión muy especial con ella, lo mismo le pasa a Clemencia lo que ninguna de las dos sabe es que son madre e hija por esa razón sienten ese cariño tan especial, la una por la otra, más aún cuando, Mili queda prenda irremediablemente en el amor de su hijo adoptivo Enzo (Pablo Azar). Entretanto, Luis Francisco, que agotó ya los recursos recibidos en Europa, viene de vuelta a reclamar algo más del dinero de su padre, y se encuentra con su hermano, el legítimo heredero del magnate: Augusto Talamonti y con la esposa de este que no es otra que Clemencia.

## Elenco
- Marjorie de Sousa - Clemencia Astudillo de Talamonti / de Vilarte
- Juan Alfonso Baptista - Luis Francisco Vilarte
- Luis José Santander - Augusto Talamonti
- Mariana Torres - Milagros Expósito / Dolores Vilarte Astudillo
- Pablo Azar - Enzo Talamonti Astudillo
- Taniusha Mollet - Georgina "Gina" Talamonti Astudillo / María Fe "Marifé" Talamonti Astudillo
- Flor Núñez - Amada Vilarte
- Geraldine Bazán - Victoria "Vicky" Lombardo
- Ximena Duque - María Gracia Expósito
- Liliana Rodríguez - Alberta Garrido
- Jessica Cerezo  - Belinda Guerrero
- Jorge Consejo - Juan Pablo Azcarate
- Eduardo Ibarrola - Vilachá
- Anna Sobero - Eulalia
- Paola Pedroza - Carmencita
- Christian Carabias - Germán
- Paloma Márquez - Mitzy
- Adrían Mas - Benito Valdés
- Roxana Montenegro - Luisa "Luisita" Expósito
- Pedro Moreno - Braulio Valdés
- Carmen Daysi Rodríguez - Mayré
- Norma Zúñiga - Tomassa
- Lyduan González - Willy
- Ramón Morell - Baltasar
- Sonia Nohemi - Madre Pilar
- Nury Flores - Señora
- Arnaldo Pipke - Leoncio
- José Guillermo Cortines - Marcos Castillo
- Xavier Coronel - Artemio Anzola
- Victoria del Rosal - Stefany
- Mary Kler Mata - Vitelva
- Beatriz Arroyo - Olga Valdés
- Nélida Ponce -  Luisa
- Reynaldo Cruz -  Salvador del Risco
- Bettina Grand - Selma Lombardo
- Fidel Pérez Mitchell - Eliseo Lombardo
- Abel - Stefano Uzcátegui Leducci (Actuación Especial)
- Tatiana Capote - Lorena Camargo
- Julio Capote - Heriberto
- Adriana Oliveros - Deborah
- Soledad Esponda - Amada Vilarte (joven)